# San Marino i olympiska vinterspelen 1976
San Marino deltog med två deltagare vid de olympiska vinterspelen 1976 i Innsbruck. Ingen av landets deltagare erövrade någon medalj.